# Domagoj Bukvić
Domagoj Bukvić (Osijek, 22. veljače 2004.) hrvatski je nogometaš koji igra na poziciji desnog krila. Trenutačno igra za Osijek.

## Klupska karijera
Za Osijek je debitirao 2. travnja 2023. u prvenstvenoj utakmici protiv Rijeke s kojom je Osijek igrao 1:1. Bukvić je svoj prvi klupski pogodak zabio 30. travnja 2023. protiv Varaždina koji je izgubio 1:3.

## Reprezentativna karijera
Nastupao je za selekcije Hrvatske do 18, 19 i 21 godine.

## Vanjske poveznice
- Profil, Hrvatski nogometni savez
- Profil, Transfermarkt